# Альбьон
Плато Альбьон — плоскогорье, расположенное на территории трех департаментов Воклюз, Дром и Альпы Верхнего Прованса. Климат средиземноморский.
В период с 1971 по 1996 год на шельфе находились так называемые ракеты «плато Альбион», которые являлись важнейшим компонентом французских сил ядерного сдерживания. С тех пор были демонтированы восемнадцать ракетных шахт и два огневых поста. Бывшая авиабаза 200 Апт-Сен-Кристол французских ВВС, служившая базой-носителем объектов, сегодня используется 2-м инженерным полком Иностранного Легиона, а также прослушивающей станцией ДГСЕ.

## Примечание
1. ↑  Лист карты L-32. Масштаб: 1 : 1 000 000.
2. ↑  GeoNames.org. www.geonames.org. Дата обращения: 29 ноября 2021. Архивировано 29 ноября 2021 года.
3. ↑  ПИР центр. История французской ядерной программы. Архивировано 29 ноября 2021 года.
4. ↑  ООН. [https://undocs.org/pdf?symbol=ru/NPT/CONF.2010/WP.35 Конференция 2010 года участников
Договора о нераспространении ядерного
оружия по рассмотрению действия
Договора] // https://undocs.org. — Нью-Йорк, 3–28 мая 2010 года. Архивировано 29 ноября 2021 года.